# Чара (сорт яблони)
Чара (Юбилейное) — позднелетний сорт домашней яблони, выведенный на Новосибирской зональной плодово-ягодной опытной станции им. И.В.Мичурина.

## Происхождение
Сорт 'Чара' вывели А. А. Христо, Р. А. Быкова и Н. Е. Юрьева на Новосибирской зональной плодово-ягодной опытной станции имени И. В. Мичурина путём скрещивания сорта ранетки 'Устойчивое' и смеси пыльцы крупноплодных сортов осеннего созревания. Заявка была зарегистрирована 31 декабря 1979 года. С 1980 года находился на государственном испытании. В 1988 году был включен в Госреестр.

## Характеристика
Дерево яблони среднерослое, обладает шаровидной густой кроной (со временем приобретает широкоокруглую форму); штамб с гладкой корой зеленовато-коричневого цвета, урожай сосредотачивается в основном на молодых кольчатках и однолетних приростах.
Побеги средних параметров, прямые, тёмно-коричневого-цвета, с маленькими чечевичками на поверхностном уровне; листья крупных размеров, неопушённые, зеленые, гладкие, кожистые, продолговато-яйцевидные, городчатые края листьев слабо загнуты вверх. Черешок средней толщины, короткий, на побеге расположен под углом 45°.
Цветки средние, с продолговатыми цельными лепестками, бело-розовые, с возвышающимися над пыльниками рыльцами.
Плоды приплюснуто-округлой формы, со слабой ребристостью, очень мелкие, их вес варьируется от 14 г до 34 г; кожица средней толщины, глянцевая, гладкая, с жёлтым основным цветом и покровным густым ярко-красным румянцем, который занимает большую часть плода. Глубина воронки средняя, блюдце отсутствует или мелкого размера. Чашечка окружена маленькими перлами, неопадающая и закрытая. Плодоножка длинная или короткая (зависит от расположения), тонкая. Плодовая мякоть средней плотности, кремовая, сладко-кислая, сочная. Семена среднего размера, светло-коричневые.
Химический состав плодов: аскорбиновая кислота — 29,8 мг/100 г; катехинов – 671 мг/100 г; титруемые кислоты – 0,78%; сахара – 14,7%.
Достоинства: высокая зимостойкость (выдерживает до −47 °C), обильная регулярная урожайность, хорошее для переработки сырьё, среднерослость, относительная устойчивость к плодожорке и грибным болезням.
Недостатки: маленькая лёжкость плодов, мелкоплодность

## Применение
Плоды яблони пригодны для приготовления компотов, соков, пюре.

## Распространение
'Чару' выращивают в Новосибирской и Кемеровской областях на территориях производственных садов, сорт также встречается у садоводов-любителей в Западно-Сибирском и Восточно-Сибирском регионах.